# Levend koken

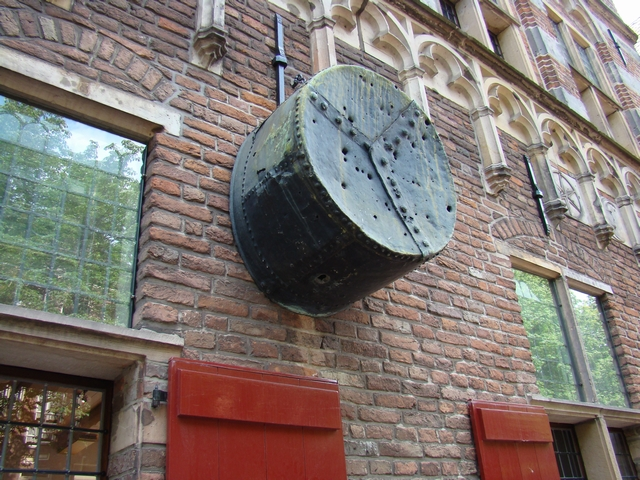
De muntmeester van de 'jonker Batenburg' werd in 1434 in deze ketel te Deventer levend in kokende olie gekookt.

Levend koken was een methode om de doodstraf te voltrekken. In het Europa van de late middeleeuwen werd de straf toegepast bij onder andere valsemunters. De veroordeelde werd letterlijk levend gekookt in een ketel gevuld met kokende olie of water. Bij 'verzachtende' omstandigheden werd hij eerst verdronken. In Deventer is nog een ketel te vinden waarin veroordeelden in het verleden zijn gekookt.
Het is tevens de geprefereerde methode om kreeft te bereiden voor consumptie. 
Door verschillende organisaties en personen werd het regime van Islom Karimov in Oezbekistan beschuldigd van het levend koken van mensen, meer bepaald in (nu gesloten) Zjaslikgevangenis in Karakalpakië.